# آيت علي أو يوسف (آيت عياش)
آيت علي أو يوسف هي إحدى مشيخات المملكة المغربية، تتبع جغرافيا لإقليم ميدلت وإداريًا لآيت عياش. يقدر عدد سكانها بـ 3853 نسمة حسب الإحصاء الرسمي للسكان والسكنى لسنة 2004.